# Stefan Thoma
Stefan Thoma (* 13. Juli 1988 in Linz am Rhein) ist ein deutscher Politiker (FDP). Seit März 2025 ist er Abgeordneter im Landtag Rheinland-Pfalz.

## Leben
Thoma besuchte die Grundschule in Melsbach. 2008 legte er am Wiedtalgymnasium Neustadt/Wied das Abitur ab. Daraufhin studierte er Biologie, Politikwissenschaft und Bildungswissenschaften an der Technischen Universität Kaiserslautern. Bis zu seinem Einzug in den Landtag unterrichtete er als Studienrat an der Fachoberschule in Traben-Trarbach und an der berufsbildenden Schule in Wittlich.
Thoma ist ledig, römisch-katholisch und lebt in Niederkail.

## Politik
Thoma ist seit 2017 Mitglied der FDP. Er kandidierte bei der Landtagswahl in Rheinland-Pfalz 2021 im Wahlkreis Wittlich und auf Platz 8 der FDP-Landesliste. Am 5. März 2025 rückte er für den verstorbenen Herbert Mertin in den Landtag Rheinland-Pfalz nach.